# Major League Baseball 2005
Major League Baseball 2005 spelades mellan den 3 april och 26 oktober 2005 och vanns av Chicago White Sox efter finalseger mot Houston Astros med 4-0 i matcher. Major League Baseball bestod säsongen 2005 av 30 lag uppdelade i två ligor, American League (14 lag) och National League (16 lag), där alla lag spelade 162 matcher vardera, med 81 matcher hemma och 81 matcher borta. Varje liga var uppdelade i tre divisioner, med fyra, fem eller sex lag i varje, där varje divisionsvinnare gick vidare till slutspel tillsammans med det i övrigt bästa laget i varje division (så kallat "wild card-lag").

## Tabeller
American League bestod av 14 lag, varav fem lag i East och Central Division och fyra lag i West Central Division, medan National League bestod av 16 lag, varav fem i East och West Division och sex lag i Central Division. Totalt 162 matcher spelades per lag, varav 81 lag hemma och 81 lag borta. Från American League gick New York Yankees, Chicago White Sox och Los Angeles Angels of Anaheim vidare till slutspel som divisionssegrare och Boston Red Sox vidare som wild card; från National League gick Atlanta Braves, St. Louis Cardinals och San Diego Padres vidare till slutspel som divisionssegrare och Houston Astros vidare som wild card. I American League East Division hamnade New York Yankees och Boston Red Sox på samma antal segrar efter säsongens slut. Eftersom antalet segrar skulle räcka för en wild card-plats, så var båda ändå kvalificerade för slutspel. För att avgöra vilket lag som skulle placera sig först rankade man lagen efter inbördes möten, där båda lagen vunnit samma antal matcher, men New York Yankees hade bättre resultat i matcherna. Därför blev New York Yankees vinnare av East Division medan Boston Red Sox gick vidare som wild card.
| East Division        | V  | F  | %    |
| -------------------- | -- | -- | ---- |
| New York Yankees     | 95 | 67 | .586 |
| Boston Red Sox       | 95 | 67 | .586 |
| Toronto Blue Jays    | 80 | 82 | .494 |
| Baltimore Orioles    | 74 | 88 | .457 |
| Tampa Bay Devil Rays | 67 | 95 | .414 |

| Central Division   | V  | F   | %    |
| ------------------ | -- | --- | ---- |
| Chicago White Sox  | 99 | 63  | .611 |
| Cleveland Indians  | 93 | 69  | .574 |
| Minnesota Twins    | 83 | 79  | .512 |
| Detroit Tigers     | 71 | 91  | .438 |
| Kansas City Royals | 56 | 106 | .346 |

| West Division                 | V  | F  | %    |
| ----------------------------- | -- | -- | ---- |
| Los Angeles Angels of Anaheim | 95 | 67 | .586 |
| Oakland Athletics             | 88 | 74 | .543 |
| Texas Rangers                 | 79 | 83 | .488 |
| Seattle Mariners              | 69 | 93 | .426 |

| East Division         | V  | F  | %    |
| --------------------- | -- | -- | ---- |
| Atlanta Braves        | 90 | 72 | .556 |
| Philadelphia Phillies | 88 | 74 | .543 |
| New York Mets         | 83 | 79 | .512 |
| Florida Marlins       | 83 | 79 | .512 |
| Washington Nationals  | 81 | 81 | .500 |

| Central Division    | V   | F  | %    |
| ------------------- | --- | -- | ---- |
| St. Louis Cardinals | 100 | 62 | .617 |
| Houston Astros      | 89  | 73 | .549 |
| Milwaukee Brewers   | 81  | 81 | .500 |
| Chicago Cubs        | 79  | 83 | .488 |
| Cincinnati Reds     | 73  | 89 | .451 |
| Pittsburgh Pirates  | 67  | 95 | .414 |

| West Division        | V  | F  | %    |
| -------------------- | -- | -- | ---- |
| San Diego Padres     | 82 | 80 | .506 |
| Los Angeles Dodgers  | 77 | 85 | .475 |
| San Francisco Giants | 75 | 87 | .463 |
| Arizona Diamondbacks | 71 | 91 | .438 |
| Colorado Rockies     | 67 | 95 | .414 |

## Slutspel
Slutspelet bestod av tre omgångar, Division Series (DS), League Championship Series (LCS) och World Series (WS). De två första omgångarna spelades inom varje liga, så lagen inom American respektive National League mötte varandra i DS och LCS, vilket innebar att en vinnare av American League och National League korades. Dessa två möttes i World Series, som även var finalen. Till slut vann Chicago White Sox American League och Houston Astros vann National League. World Series vanns av Chicago White Sox efter seger i World Series med 4-1 i matcher.

### Division Series
- Chicago White Sox – Boston Red Sox 3–0 i matcher
  - 14–2; 5–4; 5–3
- Los Angeles Angels of Anaheim – Oakland Athletics 3–2 i matcher
  - 2–4; 5–3; 11–7; 2–3; 5–3
- St. Louis Cardinals – San Diego Padres 3–0 i matcher
  - 8–5; 6–2; 7–4
- Atlanta Braves – Houston Astros 1–3 i matcher
  - 5–10; 7–1; 3–7; 6–7

### League Championship Series
- Chicago White Sox – Los Angeles Angels of Anaheim 4–1 i matcher
  - 2–3; 2–1; 5–2; 8–2; 6–3
- St. Louis Cardinals – Houston Astros 2–4 i matcher
  - 5–3; 1–4; 3–4; 1–2; 5–4; 1–5

### World Series
- Chicago White Sox – Houston Astros 4–0 i matcher
  - 5–3; 7–6; 7–5; 1–0

## Källa
Den här artikeln är helt eller delvis baserad på material från engelskspråkiga Wikipedia.